# ATC代码 (C02)
ATC代码C02（抗高血压药）是解剖学治疗学及化学分类系统的一个药物分组，这是由世界卫生组织药物统计方法整合中心所制定的药品及其它医用产品的官方分类系统。分组C02是C心血管系统的一部分。
兽用代码（ATCvet码）可以在人用ATC代码前加Q字母：QC02等。
国家ATC分类可能包括列表中没有的其它分类，列表为世界卫生组织（WHO）版本。

## C02A 起中心作用的抗肾上腺素能药（Antiadrenergic agents, centrally acting）

### C02AA蛇根木生物碱类（Rauwolfia alkaloids）
C02AA01 瑞西那明（Rescinnamine）
C02AA02 利舍平（Reserpine）
C02AA03 蛇根木生物碱复方（Combinations of rauwolfia alkaloids）
C02AA04 蛇根木生物碱,全根（Rauwolfia alkaloids, whole root）
C02AA05 地舍平（Deserpidine）
C02AA06 美索舍平（Methoserpidine）
C02AA07 比他舍平（Bietaserpine）
C02AA52 利舍平复方（Reserpine, combinations）
C02AA53 蛇根木生物碱复方（Combinations of rauwolfia alkoloids, combinations）
C02AA57 比他舍平复方（Bietaserpine, combinations）

### C02AB甲基多巴类（Methyldopa）
C02AB01 甲基左旋多巴（Methyldopa (levorotatory)）
C02AB02 甲基多巴（消旋）（Methyldopa (racemic)）

### C02AC咪唑啉受体激动药（Imidazoline receptor agonists）
C02AC01 可乐定（Clonidine）
C02AC02 胍法辛（Guanfacine）
C02AC04 托洛尼定（Tolonidine）
C02AC05 莫索尼定（Moxonidine）
C02AC06 利美尼定（Rilmenidine）

## C02B 起神经节阻滞作用的抗肾上腺素能药（Antiadrenergic agents, ganglion-blocking）

### C02BA锍衍生物（Sulfonium derivatives）
C02BA01 樟磺咪芬（Trimetaphan）

### C02BB 仲胺和叔胺类（Secondary and tertiary amines）
C02BB01 美卡拉明（Mecamylamine）

## C02C 外周作用的抗肾上腺素能药（Antiadrenergic agents, peripherally acting）

### C02CAα-肾上腺素受体拮抗药（Alpha-adrenoreceptor antagonists）
C02CA01 哌唑嗪（Prazosin）
C02CA02 吲哚拉明（Indoramin）
C02CA03 曲马唑嗪（Trimazosin）
C02CA04 多沙唑嗪（Doxazosin）
C02CA06 乌拉地尔（Urapidil）

### C02CC胍衍生物（Guanidine derivatives）
C02CC01 倍他尼定（Betanidine）
C02CC02 胍乙啶（Guanethidine）
C02CC03 胍生（Guanoxan）
C02CC04 异喹胍（Debrisoquine）
C02CC05 胍氯酚（Guanoclor）
C02CC06 胍那佐定（Guanazodine）
C02CC07 胍诺沙苄（Guanoxabenz）

## C02D 作用于小动脉平滑肌的药物（Arteriolar smooth muscle, agents acting on）

### C02DA噻嗪衍生物（Thiazide derivatives）
C02DA01 二氮嗪（Diazoxide）

### C02DB肼酞嗪衍生物（Hydrazinophthalazine derivatives）
C02DB01 双肼屈嗪（Dihydralazine）
C02DB02 肼屈嗪（Hydralazine）
C02DB03 恩屈嗪（Endralazine）
C02DB04 卡屈嗪（Cadralazine）

### C02DC嘧啶衍生物（Pyrimidine derivatives）
C02DC01 米诺地尔（Minoxidil）

### C02DD亚硝基铁氰化物衍生物（Nitroferricyanide derivatives）
C02DD01 硝普盐（Nitroprusside）

### C02DG 胍衍生物（Guanidine derivatives）
C02DG01 吡那地尔（Pinacidil）

## C02K 其他抗高血压药（Other antihypertensives）

### C02KA 非蛇根木类生物碱（Alkaloids, excluding rauwolfia）
C02KA01 藜芦（Veratrum）

### C02KB酪氨酸羟化酶抑制药（Tyrosine hydroxylase inhibitors）
C02KB01 甲酪氨酸（Metirosine）

### C02KC单胺氧化酶抑制药（MAO inhibitors）
C02KC01 帕吉林（Pargyline）

### C02KD5-羟色胺拮抗药（Serotonin antagonists）
C02KD01 酮色林（Ketanserin）

### C02KX 其它抗高血压药（Other antihypertensives）
C02KX01 波生坦（Bosentan）
C02KX02 安利生坦（Ambrisentan）
C02KX03 西他生坦（Sitaxentan）

## C02L 抗高血压药和利尿药的复方（Antihypertensives and diuretics in combination）

### C02LA 蛇根木生物碱和利尿药的复方（Rauwolfia alkaloids and diuretics in combination）
C02LA01 利舍平和利尿药（Reserpine and diuretics）
C02LA02 瑞西那明和利尿药（Rescinnamine and diuretics）
C02LA03 地舍平和利尿药（Deserpidine and diuretics）
C02LA04 美索舍平和利尿药（Methoserpidine and diuretics）
C02LA07 比他舍平和利尿药（Bietaserpine and diuretics）
C02LA08 蛇根木生物碱,全根和利尿药（Rauwolfia alkaloids, whole root and diuretics）
C02LA09 昔洛舍平和利尿药（Syrosingopine and diuretics）
C02LA50 蛇根木生物碱和利尿药的复方,含其它复方（Combinations of rauwolfia alkaloids and diuretics including other combinations）
C02LA51 利舍平和利尿药以及其它药物的复方（Reserpine and diuretics, combinations with other drugs）
C02LA52 瑞西那明和利尿药以及其它药物的复方（Rescinnamine and diuretics, combinations with other drugs）
C02LA71 利舍平和利尿药以及与安定药的复方（Reserpine and diuretics, combinations with psycholeptics）

### C02LB 甲基多巴和利尿药复方（Methyldopa and diuretics in combination）
C02LB01 甲基左旋多巴和利尿药（Methyldopa (levorotatory) and diuretics）

### C02LC 咪唑啉受体激动药与利尿药复方（Imidazoline receptor agonists in combination with diuretics）
C02LC01 可乐定和利尿药（Clonidine and diuretics）
C02LC05 莫索尼定和利尿药（Moxonidine and diuretics）
C02LC51 可乐定和利尿药以及其它药物的复方（Clonidine and diuretics, combinations with other drugs）

### C02LE α-肾上腺素受体拮抗药和利尿药（Alpha-adrenoreceptor antagonists and diuretics）
C02LE01 哌唑嗪和利尿药（Prazosin and diuretics）

### C02LF 胍衍生物和利尿药（Guanidine derivatives and diuretics）
C02LF01 胍乙啶和利尿药（Guanethidine and diuretics）

### C02LG 肼酞嗪衍生物和利尿药（Hydrazinophthalazine derivatives and diuretics）
C02LG01 双肼屈嗪和利尿药（Dihydralazine and diuretics）
C02LG02 肼屈嗪和利尿药（Hydralazine and diuretics）
C02LG03 吡考屈嗪和利尿药（Picodralazine and diuretics）
C02LG51 双肼屈嗪和利尿药以及其它药物的复方（Dihydralazine and diuretics, combinations with other drugs）
C02LG73 吡考屈嗪和利尿药以及安定药的复方（Picodralazine and diuretics, combinations with psycholeptics）

### C02LK 非蛇根木类生物碱和利尿药的复方（Alkaloids, excluding rauwolfia, in combination with diuretics）
C02LK01 藜芦和利尿药（Veratrum and diuretics）

### C02LL 单胺氧化酶抑制药和利尿药（MAO inhibitors and diuretics）
C02LL01 帕吉林和利尿药（Pargyline and diuretics）

### C02LX 其它抗高血压药和利尿药（Other antihypertensives and diuretics）
C02LX01 吡那地尔和利尿药（Pinacidil and diuretics）

## C02N 抗高血压药的复方（Combinations of antihypertensives in ATC-group C02）
空组